# Johann Christian Schuch

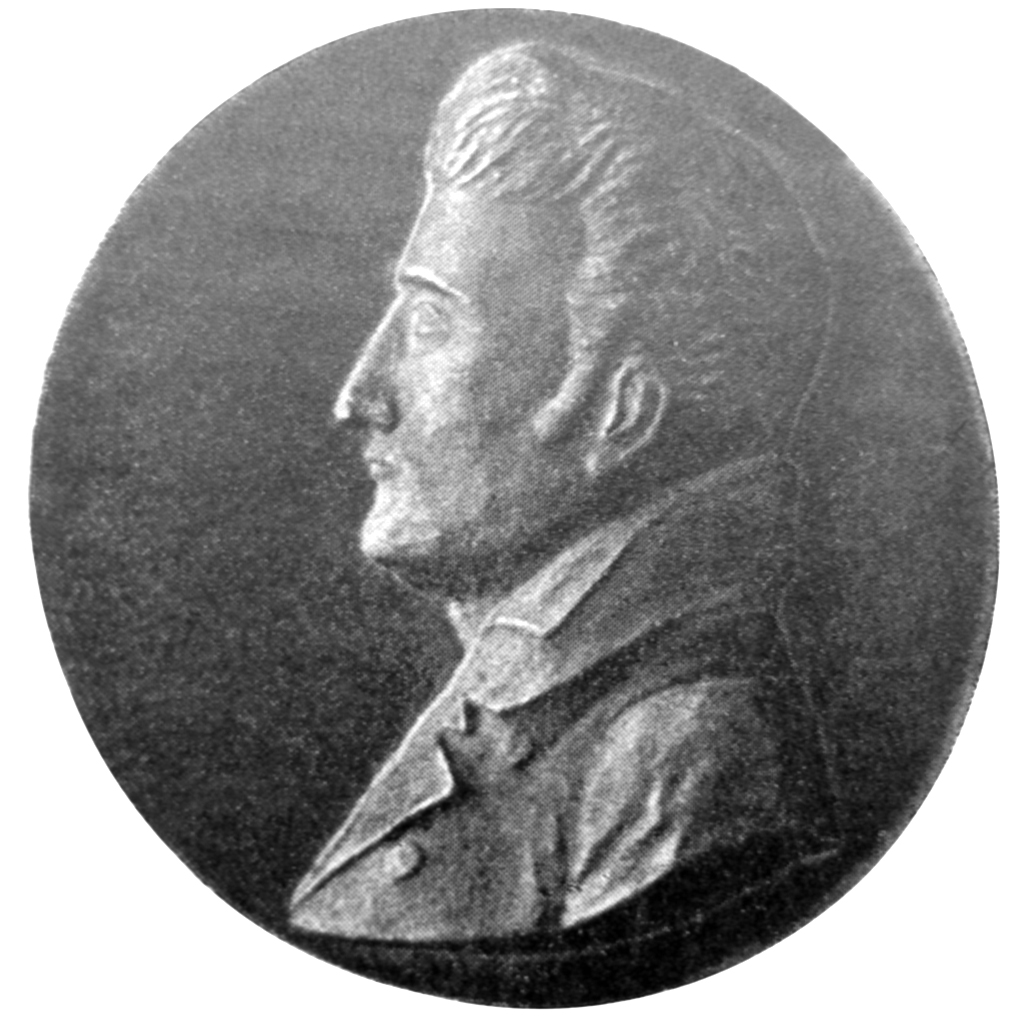
Johann Christian Schuch

Johann Christian Schuch of Jan Chrystian Szuch (Dresden 1752 – Warschau, 28 juni 1813) was een Duits-Poolse tuinarchitect. Hij werd geboren in het Saksische Dresden en voornamelijk werkzaam in Polen-Litouwen.

## Biografie
Schuch leerde het vak van hovenier van zijn vader, een hoftuinier van het Huis Wettin. Op latere leeftijd studeerde hij schilderkunst aan de Hogeschool voor Beeldende Kunst (Dresden), om zijn studie te voltooien reisde hij veel naar bijzondere tuinen zoals Kew Gardens bij Londen, Groot Trianon bij Versailles en Schloss Schönbrunn in Wenen.
In 1775 kwam hij naar Polen, waar hij voor prinses Izabela Lubomirska en graaf Michał Jerzy Mniszech ging werken. Vanaf 1781 werd hij door koning Stanislaus August Poniatowski benoemd als opzichter van de Koninklijke tuinen in Warschau. Samen met Domenico Merlini en Jan Chrystian Kamsetzer herontwierp hij het Łazienkipaleis. Hij was getrouwd met Ludwika Wolska met wie hij meerdere kinderen had. Hij overleed op 28 juni 1813 in Warschau.
- Gemeinsame Normdatei: 1300638567
- Union List of Artist Names: 500325710
- Virtual International Authority File: 315946944